# Чехословацкое государственное кино
Чехословацкое государственное кино (чеш. Československý štátní film, словац. Československý štátny film) — государственное предприятие, существовавшее в квартале Прага 5 пражского городского района Баррандов в период с 1948 по 1956 год. Затем на смену ему пришло государственное предприятие «Чехословацкое кино».

## Предшественник
В пражском районе Баррандов с 1931 года существовала киностудия «Баррандов», относившаяся к фирме «АБ». Строительством студии и окрестных территорий занималась семья Гавелов (в частности, Милош Гавел[cs]). В 1933 году здесь начали снимать первые фильмы. В 1941−44 годах на смену компании «АБ» семьи Гавелов пришла компания «Прагфильм», полностью подчинявшаяся нацистскому правительству. Тогда же территория киностудии была расширена, появилось ещё несколько залов. После освобождения Чехословакии территория студии Указом № 50/1945 президента Э. Бенеша была национализирована, и в 1948 году было создано предприятие Чехословацкое государственное кино.

## Существование и прекращение деятельности
В 1957 году полномочия компании перестали распространяться на киноиндустрию, было создано несколько других предприятий, в частности «Центральный прокат фильмов». Подчинявшееся государству предприятие «Чехословацкое государственное кино» прекратило деятельность, его функции перешли к государственному предприятию «Чехословацкое кино». После 1990 года кинопромышленность была приватизирована.

## Избранные фильмы студии «Чехословацкое государственное кино»

Постер фильма «Дедушка против своей воли» (Dědečkem proti své vůli, 1939)

- Дедушка против своей воли / Dědečkem proti své vůli (1939)
- Восстание игрушек (мультфильм, 1946)
- Последний из могикан / Poslední mohykán (1947)
- Волчьи логова (1948)
- Гостиница «У каменного стола» / Hostinec „U kamenného stolu“ (1949)
- Дикая Бара (1949)
- Курица и пономарь (1951)
- Пекарь императора — Император пекаря (1951)
- Операция Б / Akce B (1951)
- Клад Птичьего острова / Poklady ptačího ostrova (мультфильм, 1952)
- Гордая принцесса / Pysná princezna (1952)
- Ангел в отпуске / Dovolená s Andělem (1953)
- Ангел в горах / Anděl na horách (1955)
- Путешествие к началу времён (1955)
- Батон, вон из мешка! (1955)
- Тайна острова Бэк-Кап / Vynález zkázy (1958)
- Ночной гость (1961)
- Золотой папоротник / Zlaté kapradí (1963)
- Для кого танцует Гавана  Komu tančí Havana (1963, совместно с Кубой)
- Богуш (ТВ, 1968)

## Внешние ссылки
- Веб-сайт компании Баррандов